# Room a Thousand Years Wide
Singles de Soundgarden
Hands All Over
(1990) Jesus Christ Pose
(1991)
Room a Thousand Years Wide est une chanson du groupe grunge Soundgarden. Elle sortit en single (avec la b-side HIV Baby) en 1990, à travers Sub Pop. Une version ré-enregistrée apparaît sur l'album de 1991, Badmotorfinger.